# Mei
Meiul (Panicum miliaceum) este o plantă erbacee din familia gramineelor, cu inflorescența ramificată și cu flori albe-gălbui, folosită ca nutreț pentru vite. Nu se cunoaște exact strămoșul sălbatic al meiului și nici locul unde a fost cultivat pentru prima dată, dar a apărut ca plantă de cultură în Transcaucazia și China acum 7000 de ani, posibil fiind domesticit independent în mai multe regiuni.

## Descriere
Rezistent la secetă, meiul are o perioadă de vegetație cuprinsă între 60-90 de zile (în funcție de soi și zona de cultură).
Este cultivat încă extensiv în India, Rusia, Orientul Mijlociu, Turcia și România.
În Statele Unite, meiul este folosit drept hrană pentru păsări. 
Este de asemenea vândut pe post de aliment dietetic și, datorită lipsei sale de gluten, poate fi inclus în dieta persoanelor care nu pot tolera grâul.
În urma cercetărilor, meiul este planta ideală pentru extragerea etanolului folosit în industria biocarburanților.

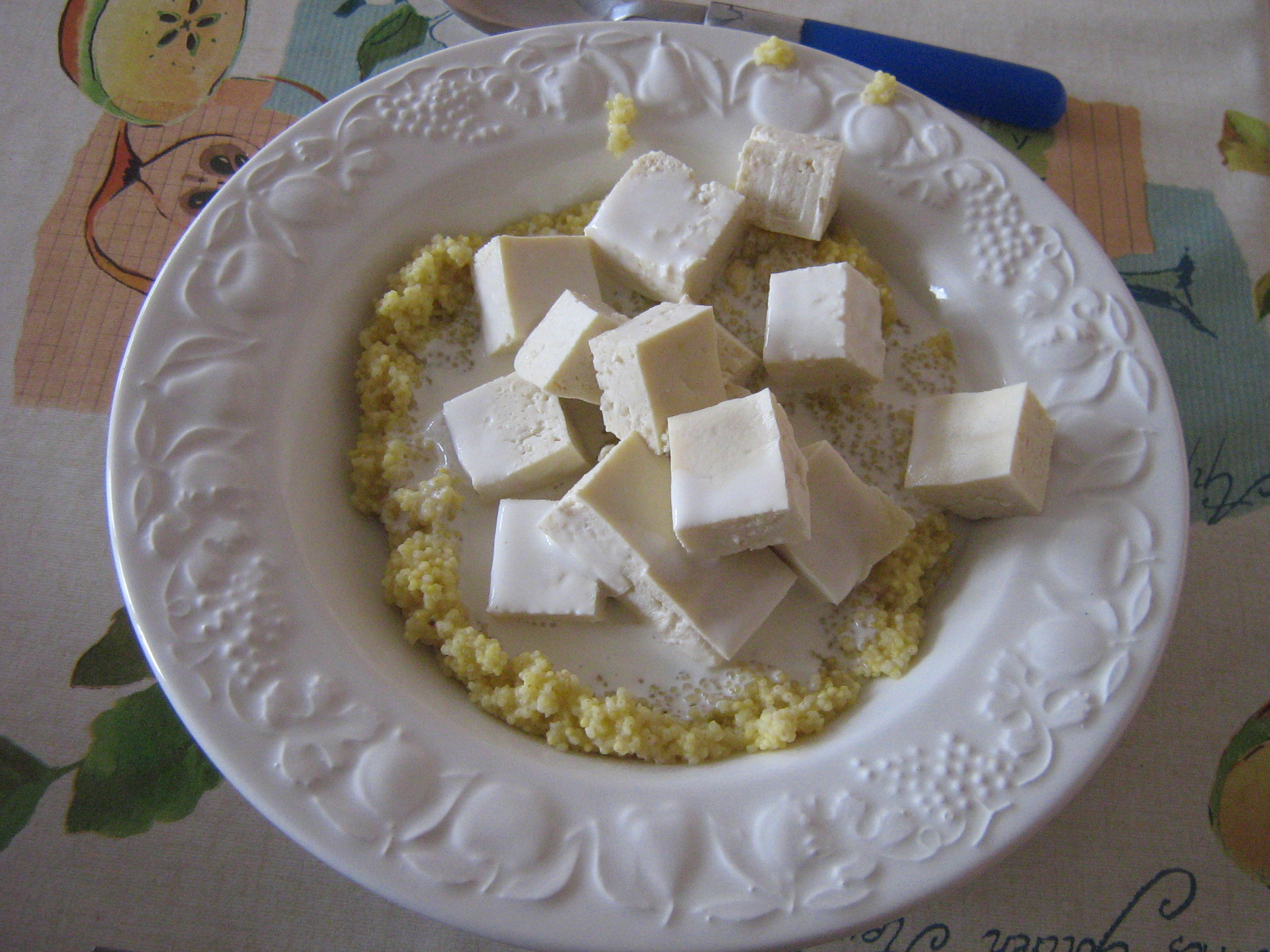
Mămăligă de mei, cu cuburi de soia și sos alb de soia.